# 췽엘호른
췽엘호른(독일어: Tschingelhorn)은 스위스 베른주와 발레주 사이의 경계에 위치한 베른 알프스의 산이다. 서쪽에 있는 클라인 췽엘호른(3,495m)의 정상은 칸더탈, 라우터브루넨탈(베른 고원에 모두 있음) 및 뢰첸탈(발레주에 있음) 계곡 사이의 삼중점이다. 주요 정상은 라우터브루넨탈과 뢰첸탈 사이에 있다.
1865년 9월 6일 하인리히 포이츠(Heinrich Feuz), WH 호커(Hawker), 울리히와 크리스티안 로에너(Christian Lauener)가 첫 등정을 했다.
WAB 쿨리지의 개 ‘췽엘’(d. 1879) - 1868년 스위스 가이드 크리스티안 알머가 쿨리지에게 선물한-는 산의 이름을 따서 명명되었다. 그녀는 알프스에서 11번의 첫 등정과 66번의 그랑 코스를 완료하고, 지명까지 받았지만, 그녀의 성별로 인해 스위스 알파인 클럽의 명예 회원으로 승인되지 않았다. 보관됨 2008-09-30 - 웨이백 머신

## 산장
- 무트호른 산장 (Mutthornhütte, 2,898 m)[2]
- 쉬마드리 산장 (Schmadrihütte, 2,262 m)[3]